# Cronologia da pandemia de COVID-19 no Brasil
Este artigo documenta a cronologia da pandemia de COVID-19 no Brasil.

## Cronologia

### Janeiro de 2020
Predefinição:Dados da pandemia de COVID-19/Gráfico de casos médicos no Brasil
- 28 de janeiro de 2020 — o alerta de emergência foi elevado ao nível 2 de 3, considerando um "perigo iminente" para o Brasil.[1] O Ministério da Saúde do Brasil confirmou três casos suspeitos de COVID-19, localizados em Belo Horizonte, Porto Alegre e Curitiba. O Ministério não deu detalhes sobre os pacientes de Porto Alegre e Curitiba e tampouco informou sobre o estado de saúde de ambos. Entretanto, sabe-se que a paciente de Minas Gerais apresentou sintomas compatíveis com o protocolo de prevenção, sendo que ela esteve na cidade de Wuhan, o epicentro do surto do vírus. A paciente encontra-se estável e em isolamento.[2]

### Fevereiro de 2020
- 3 de fevereiro de 2020 — O Ministério da Saúde publica a Portaria n° 188/2020, por meio da qual declara Emergência em Saúde Pública de importância Nacional (ESPIN) em decorrência da Infecção Humana pelo novo Coronavírus (2019-nCoV). https://www.in.gov.br/en/web/dou/-/portaria-n-188-de-3-de-fevereiro-de-2020-241408388
- 3 de fevereiro de 2020 — o Ministro da Saúde, Luiz Henrique Mandetta, afirmou que o Brasil, mesmo sem casos confirmados de infectados pelo SARS-Cov-2, vai reconhecer o vírus como uma PHEIC, sendo que o governo irá determinar as regras sobre a volta dos brasileiros que estão em Wuhan.[3] Em 4 de fevereiro de 2020, confirmou-se que 29 brasileiros que estão em Wuhan vão regressar ao país em 8 de fevereiro, sendo que ficarão 18 dias de quarentena em Anápolis, Goiás,[4] e se houver algum sintoma da infecção, o mesmo será encaminhado ao Hospital das Forças Armadas, em Brasília, para avaliação médica.[5]
- 5 de fevereiro de 2020 — o Senado aprovou o projeto que prevê regras para quarentena para que os brasileiros possam voltar da cidade chinesa de Wuhan.[5] O governo brasileiro enviou dois aviões para evacuar 34 dos 58 brasileiros em Wuhan. Eles e a tripulação do voo foram colocados em quarentena em uma base da Força Aérea Brasileira em Anápolis, Goiás,[6] e receberam alta, juntamente com os médicos e profissionais que tiveram contato com eles, em 23 de fevereiro, quatro dias antes do previsto, pois os testes de rotina mostraram repetidamente resultados negativos para COVID-19.[7] No dia 23 de fevereiro, 58 brasileiros foram liberados da quarentena, incluindo o grupo de brasileiros e profissionais que tiveram contato com eles. A quarentena terminou em 14 dias, quatro dias antes do previsto, pois repetidos testes deram negativos para a COVID-19.[8]
- 6 de fevereiro de 2020 — o Ministério informou que há 9 casos suspeitos de COVID-19 em cinco estados diferentes do país, sendo que nenhum caso foi confirmado.[9]
- 24 de fevereiro de 2020 — o Ministério da Saúde informou que há quatro casos suspeitos de infecção pelo SARS-Cov-2 e que outros 54 casos suspeitos foram descartados.[10]
- 25 de fevereiro de 2020 — a Secretaria Estadual da Saúde de São Paulo confirmou o primeiro caso no Brasil. Trata-se de um paciente de 61 anos que esteve em viagem na Itália do dia 9 a 21 de fevereiro.[11] O Ministério da Saúde relatou o primeiro caso positivo de COVID-19. Ele apresentava sintomas leves e estava em quarentena em casa, e o teste de confirmação também foi positivo.[12]
- 26 de fevereiro de 2020 — após o primeiro caso confirmado no país, o governo informou que o Brasil está monitorando 20 casos suspeitos, 12 deles de pessoas que vieram da Itália.[13]
- 27 de fevereiro de 2020 — o Brasil notificou 132 casos suspeitos em 16 estados, 85 deles no estado de São Paulo.[14]
- 28 de fevereiro de 2020 — o governo brasileiro relatou 182 casos suspeitos em 17 estados, 72 dos casos do dia anterior foram descontados.[15]
- 29 de fevereiro de 2020 — o Ministério da Saúde também relatou 207 casos suspeitos em 17 estados, 91 deles em São Paulo. No mesmo dia, o segundo caso brasileiro de COVID-19 foi confirmado em São Paulo.[16]

### Março de 2020

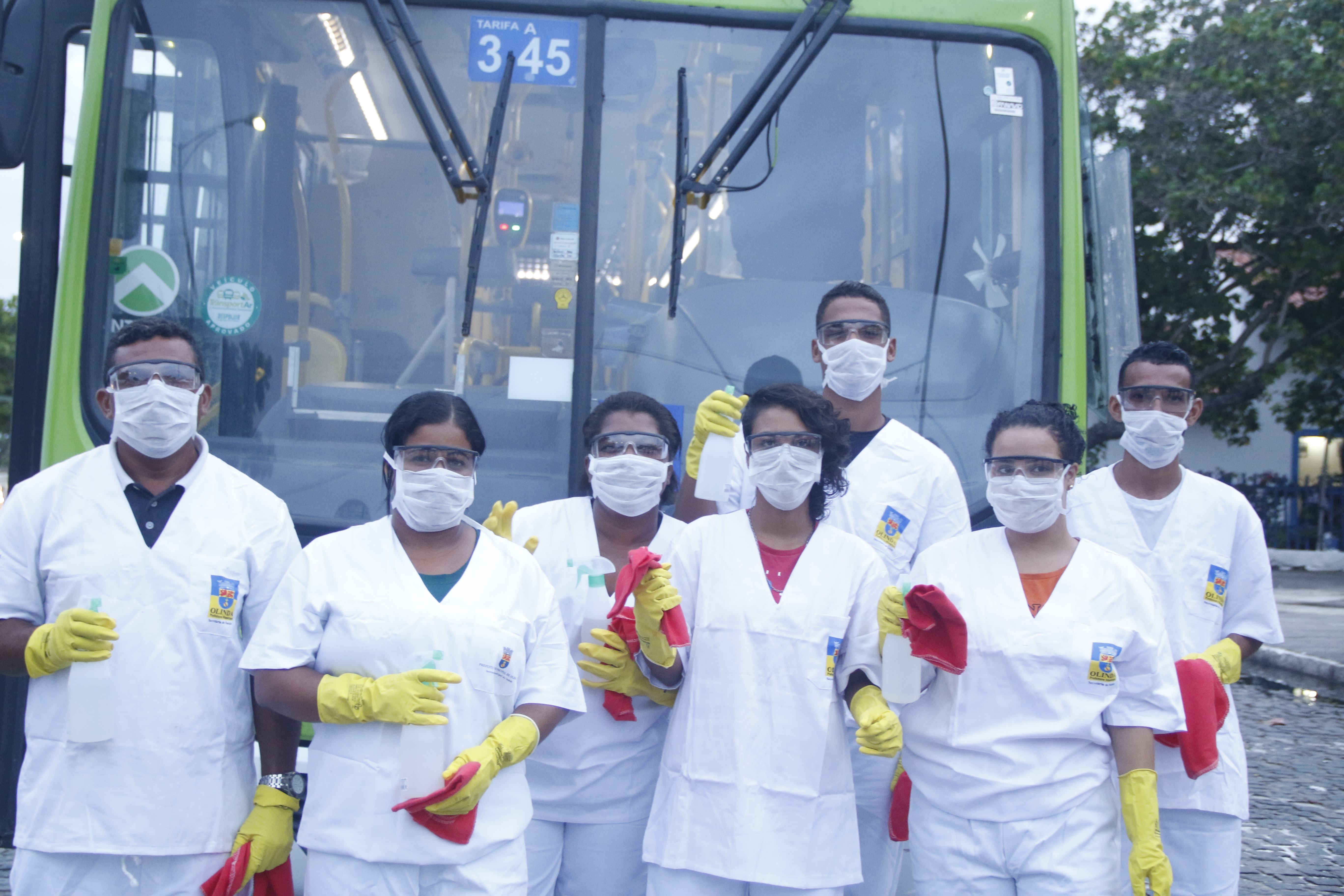
Profissionais sendo capacitados durante o mês de março para atuar na higienização do transporte público de Pernambuco.

- 3 de março de 2020 — passou de 433 para 488 o número de casos suspeitos em 23 estados.[17]
- 4 de março de 2020 — o terceiro e quarto casos de COVID-19 foram confirmados em São Paulo.[18]
- 5 de março de 2020 — o Ministério da Saúde informou também que monitora 531 casos considerados suspeitos. Outros 314 casos já foram descartados. A pasta acrescentou que a lista de países monitorados chegou a 31. Os estados com mais casos suspeitos são São Paulo (135), Rio Grande do Sul (98), Minas Gerais (82) e Rio de Janeiro (55).[19]

- 6 de março de 2020 — mais 4 casos de COVID-19 foram confirmados, um do Rio de Janeiro, um do Espírito Santo como primeiros casos confirmados e dois de São Paulo, ambos relacionados com o primeiro caso.[20] Uma pessoa do Distrito Federal ainda aguarda a contraprova, sendo o nono brasileiro.[21] O décimo caso brasileiro de COVID-19 foi confirmado como primeiro na Bahia.[22] Mais 3 casos de COVID-19 foram confirmados em São Paulo.[23]
- 7 de março de 2020 — o décimo-quarto caso brasileiro de COVID-19 foi confirmado como segundo no Rio de Janeiro e o Ministério da Saúde notificou 768 casos suspeitos em 23 estados.[24] O Ministério da Saúde confirmou seis novos casos de COVID-19, elevando o número total de casos para 19 e um desses foi confirmado no Distrito Federal. O número total de casos suspeitos foi reduzido para 674.[25]
- 8 de março de 2020 — o terceiro caso no Rio de Janeiro de COVID-19 foi confirmado, elevando o número total de casos para 20.[26] Além disso, foi confirmado o primeiro caso em Alagoas,[27] três novos casos foram confirmados em São Paulo,[28] e foi confirmado o primeiro caso em Minas Gerais, elevando o número total para 25 casos.[29]
- 9 de março de 2020 — foram confirmados mais cinco casos no estado do Rio de Janeiro, elevando assim o número total a 30 casos.[30][31] O número de casos suspeitos subiu para 946 em todo o país.[32]
- 10 de março de 2020 — foram confirmados quatro novos casos, sendo três em São Paulo e um no Rio Grande do Sul.[33] Em coletiva de imprensa, o Secretário-executivo do Ministério da Saúde, João Gabbardo dos Reis, disse que, dos casos novos dos dias 9 e 10 de março, sete são importados, e dois de transmissão local — ambos em São Paulo.[34] No caso confirmado no Distrito Federal, a paciente internada em hospital teve piora no quadro respiratório e apresenta síndrome respiratória aguda severa.[35]
- 11 de março de 2020 — foi confirmado o segundo caso no Distrito Federal. Ele é marido da paciente que está com COVID-19 em estado grave em um hospital do DF.[36] Por conseguinte, o governador do DF, Ibaneis Rocha, suspendeu as aulas de escolas públicas e particulares por 5 dias em decorrência dos casos.[37] Dois novos casos no Rio de Janeiro e trinta e um novos casos em São Paulo, elevando assim o número total de 69 casos confirmados de COVID-19 no Brasil.[38] De 876 casos suspeitos[39] passaram para 907 no Brasil.[40] No mesmo dia, a Organização Mundial da Saúde (OMS) declarou pandemia de COVID-19, e que o número de pacientes infectados, de mortes e de países atingidos deve aumentar nos próximos dias e semanas.[41] Mais um caso foi confirmado no Rio Grande do Sul, elevando assim o número total para 71 casos confirmados de COVID-19 no Brasil.[42][43] A primeira vítima do estado, diagnosticada no dia anterior, foi curada.[42]
- 12 de março de 2020 — mais novos casos confirmados de COVID-19 no Brasil. Entre eles, 72 são em São Paulo, seis no Paraná, três em Goiás, dois no Rio Grande do Sul, Santa Catarina e Pernambuco, e um na Bahia, Espírito Santo e Minas Gerais; elevando assim o número total para mais de 100 casos,[44] incluindo Fábio Wajngarten, chefe da Secretaria de Comunicação Social.[38] Devido ao ocorrido, parte do gabinete do presidente Jair Bolsonaro, incluindo o próprio e sua esposa Michelle, tiveram de ser monitorados.[45]
- 13 de março de 2020 — pela manhã, Bolsonaro testou positivo para a doença, porém um segundo exame, o de contraprova, descartou a possibilidade.[45] No mesmo dia, a advogada do político foi diagnosticada com COVID-19.[46] No mesmo dia, é confirmado o primeiro caso de COVID-19 em São José do Rio Preto, noroeste do estado de São Paulo.[47] O primeiro paciente confirmado no Brasil, diagnosticado no mês anterior, foi curado.[48] 162 casos foram confirmados no Brasil; Amazonas, Rio Grande do Norte; Santa Catarina e Goiás registram os seus primeiros casos.[49]
- 14 de março de 2020 — o Ministério da Saúde informou em relatório 121 casos confirmados e 1.496 casos suspeitos em todo o Brasil. Secretarias já contavam 185.[50]
- 15 de março de 2020 — no início da tarde, o Ministério da Saúde informou 176 casos confirmados, 1.915 casos suspeitos e 1.470 casos descartados.[51] Durante a noite, atualizou para 200 casos confirmados.[52] As secretarias já somavam 228 casos confirmados.[53]
- 16 de março de 2020 — o Ministério da Saúde informou 234 casos confirmados, 2.064 casos suspeitos e 1.624 casos descartados.[54]
- 17 de março de 2020 — na manhã, o Estado de São Paulo confirmou a primeira morte no Brasil, de um homem de 62 anos que estava internado em um hospital particular. Na tarde, o Ministério da Saúde informou 291 casos confirmados, 8.819 casos suspeitos e 1.890 casos descartados.[55]
- 18 de março de 2020 — durante a tarde, a Secretaria Estadual de Saúde de São Paulo confirmou mais duas mortes no Brasil, sendo a primeira de 65 anos, com quadro de comorbidade, e outra de 80 anos, sem registros de acometimentos anteriores.[56] No mesmo dia, em entrevista coletiva, usando máscara, o presidente Jair Bolsonaro disse que dois ministros (Bento Albuquerque e Augusto Heleno) testaram positivo para COVID-19.[57] À noite, o Ministério da Saúde informou, em relatório, 428 casos confirmados, 11 278 suspeitos e 1 841 descartados.[58]
- 19 de março de 2020 — o número de mortes aumentou para sete, com novas vítimas em São Paulo e Rio de Janeiro.[59]
- 20 de março de 2020 — o número de casos confirmados pelo Ministério da Saúde chega a 904. O número de mortes chega a 11, sendo nove em São Paulo e duas no Rio de Janeiro.[60] No dia seguinte, a Folha de S.Paulo publicou que um homem de 65 anos morreu vítima da doença em Petrópolis, subindo assim o número de mortes para três no estado do Rio de Janeiro.[61] O número de infectados da comitiva que viajou com Jair Bolsonaro subiu para 23, com os resultados positivos do Major Cid (chefe da ajudância de ordens da Presidência), de Filipe Martins (assessor internacional da Presidência) e do Coronel Gustavo Suarez (diretor do Departamento de Segurança Presidencial).[62] O Senado Federal iniciou a primeira sessão virtual desde sua criação, para votar o decreto de calamidade pública em meio a Pandemia de COVID-19.[63]
- 21 de março de 2020 — o número de mortes no estado de São Paulo subiu para 15. Uma das vítimas é uma médica da prefeitura, de 52 anos. O governador João Dória afirmou que vai determinar quarentena de 15 dias para os 645 municípios do estado.[64] O governo de Roraima confirmou os dois primeiros casos; com a confirmação, todos os estados da federação tiveram casos da doença confirmados.[65]
- 22 de março de 2020 — novas mortes em São Paulo, aumentando para 22 mortes no Estado. No Brasil, o número subiu para 25.[66]
- 23 de março de 2020 — os principais jornais do Brasil circularam neste dia com uma capa em comum, em que se lê "Juntos vamos derrotar o vírus — unidos pela informação e pela responsabilidade".[67][68]
- 24 de março de 2020 — o presidente Jair Bolsonaro fez seu terceiro pronunciamento sobre a pandemia de COVID-19 no país. Nele, o chefe do Poder Executivo criticou o fechamento de escolas e disse que meios de comunicação "espalharam a sensação de pavor". O presidente também disse que "devemos, sim, voltar à normalidade".[69] O estado do Amazonas teve a primeira morte confirmada por COVID-19.[70]
- 25 de março de 2020 — Amazonas, Pernambuco e Rio Grande do Sul registraram mortes pela COVID-19. O Ministério da Saúde informou 57 mortes no país.[71]
- 26 de março de 2020 — a Secretaria de Estado de Saúde (SES) informou que no Estado do Rio de Janeiro já tem 9 mortes e o número de casos confirmados de COVID-19 aumentou para 421.[72]
- 27 de março de 2020 — segundo o balanço divulgado pelo Ministério da Saúde, são mais de 3.400 casos confirmados no Brasil. A taxa de letalidade no Brasil até o momento é de 2,7%.[73] Distrito Federal registrou a primeira morte, um homem de 40 anos de idade.[74] O estado do Paraná também registrou os primeiros óbitos, um homem de 84 anos e uma mulher de 54.[75]
- 28 de março de 2020 — Piauí registrou sua primeira morte, de um político de 57 anos com histórico de diabetes, prefeito de São José do Divino.[76] Minas Gerais contabilizou mais de 200 casos confirmados, e tem 18 mortes em investigação.[77] Passageiros de voos internacionais terão temperatura medida ao desembarcar no aeroporto de Guarulhos.[78] O número de mortes no Brasil chegou a 111, segundo dados do Ministério da Saúde.[79]
- 29 de março de 2020 — Bahia registrou a primeira morte no estado, de um paciente de 74 anos que fazia diálise e estava em um hospital particular.[80] Foi divulgado pela secretaria de Saúde a primeira morte no Rio Grande do Norte, de um professor da Universidade do Estado do Rio Grande do Norte (UERN) com histórico de diabetes que morreu no dia anterior, em 28 de março.[81] O número de mortes no Brasil chega a 136.[82] O ministro do STF Alexandre de Moraes, autorizou em liminar — decisão provisória — que o governo descumpra a Lei de Diretrizes Orçamentárias (LDO) e a Lei de Responsabilidade Fiscal (LRF) a pedido da Advocacia Geral da União (AGU) como medida emergencial em razão da pandemia no Brasil.[83]
- 30 de março de 2020 — o Hospital Sírio-Libanês precisou afastar desde fevereiro até a presente data 104 funcionários por 14 dias por terem testado positivo para o novo coronavírus.[84] O Hospital Israelita Albert Einstein precisou afastar 348 profissionais; destes 13 estão internados.[85] O estado de São Paulo registrou 98 mortes.[86] Minas Gerais registrou a primeira morte, e Pernambuco registrou mais uma morte chegando a seis no total.[86] O Superior Tribunal de Justiça (STJ) autorizou que cerca de três milhões de reais pagos pelo delator Daniel Gomes da Silva, investigado na Operação Calvário, sejam destinados ao Ministério da Saúde para o combate ao coronavírus.[87]
- 31 de março de 2020 — o ministro da Justiça, Sergio Moro, autorizou o uso da Força Nacional para ajudar as áreas mais afetadas no combate ao coronavírus, medida esta válida por 60 dias.[88] Amazonas e Minas Gerais registraram a segunda morte. O estado do Rio de Janeiro registrou 18 mortes e o estado de São Paulo registrou 113 mortes.[89] Alagoas registrou sua primeira morte.[90] Rio Grande do Norte registrou sua segunda morte, de um paciente de 23 anos. Trata-se da pessoa mais jovem a morrer de COVID-19 no Brasil.[91]

### Abril de 2020
- 1 de abril de 2020 — Rio Grande do Sul registrou a quinta morte, sendo três em Porto Alegre.[92] O Ministério da Saúde registrou 6.836 casos, 241 mortes, e uma taxa de letalidade de 3,5 por cento.[93] Estados da região Sudeste concentram 62% dos casos.[94] Espírito Santo tem primeira morte por COVID-19.[95]
- 2 de abril de 2020 — o Ministério da Saúde informou que descobriu através de analises retroativas um caso de coronavírus em 23 de janeiro, de uma mulher residente em Minas Gerais que viajou ao exterior, e que posteriormente veio a falecer, sendo considerado o primeiro caso no país.[96] Posteriormente, no dia seguinte, a informação foi corrigida, com este caso tendo sido diagnosticado em 25 de março.[97]
- 3 de abril de 2020 — morreu no Mato Grosso primeiro paciente com diagnóstico de COVID-19 no estado.[98] No Rio de Janeiro, o número de mortes subiu para 47.[99] O número de mortes no Brasil segundo dados do Ministério da Saúde chegou a 359 e número de casos confirmados ultrapassam nove mil.[100] A Câmara dos Deputados aprovou a Proposta de Emenda Constitucional que cria um orçamento paralelo, chamado de "orçamento de guerra", para destinar recursos exclusivos às medidas de combate ao novo coronavírus.[101] Um bebê de 3 anos com problemas renais, morreu em decorrência de complicações da doença, sendo o paciente mais novo a morrer.[102]
- 4 de abril de 2020 — a Bahia registrou a sétima morte por COVID-19. Paciente era uma mulher de 28 anos, que tinha ido a Itapetinga realizar uma cesária.[103] Amapá registrou a primeira morte pela doença, de um homem de 60 anos que estava internado no Hospital de Emergência de Macapá.[104] O Espírito Santo registrou a sexta morte, de um homem de São Mateus, gerente da Caixa Econômica Federal.[105] Pernambuco registrou mais quatro mortes, e 40 novos casos da doença.[106] Segundo dados do Ministério da Saúde o número de mortes chegou a 431 e o número de casos confirmados chegou a 10.278.[107]
- 5 de abril de 2020 — o governo do Amazonas registrou a décima terceira morte por COVID-19 no estado.[108] Nesta tarde, Pernambuco registrou mais sete mortes por COVID-19 (quatro homens e três mulheres com idade superior a 60 anos), chegando a 21 o número de mortes no estado.[109]
- 6 de abril de 2020 — o jornal O Globo noticiou que o presidente Jair Bolsonaro teria demitido o Ministro da Saúde, Luiz Henrique Mandetta,[110] mas depois teria desistido.[111] Acre registrou a primeira morte, de uma paciente de 79 anos.[112] Segundo dados do Ministério da Saúde, o número de mortes chegou a 533, e o número de casos confirmados a 12.056.[113] A taxa de letalidade da doença no país ficou em 4,6%.[114]
- 7 de abril de 2020 — o juiz federal Itagiba Catta Preta Neto, da 4ª Vara Federal Cível de Brasília, determinou, o bloqueio dos fundos eleitoral e partidário, cujos valores não poderão ser depositados pelo Tesouro Nacional, à Disposição do Tribunal Superior Eleitoral (TSE), a fim de ser utilizado pelo Governo Federal no combate ao à pandemia de COVID-19 no Brasil.[115] Rio de Janeiro registrou 89 mortes.[116] Ceará registrou 40 mortes.[117] No Amazonas três indígenas foram infectados pela doença.[118]
- 8 de abril de 2020 — o Ministério da Saúde divulgou 800 mortes e 15.927 casos confirmados em todo o Brasil.[119] Pernambuco registrou 46 mortes.[120] Amazonas registrou 30 mortes.[121] Bahia registrou 18 mortes[122] e Ceará registrou 53 mortes.[123] No Sudeste, São Paulo tem o maior número de mortes, com 428,[124] seguido do Rio de Janeiro que registrou mais de cem mortes.[125]
- 9 de abril de 2020 — o estado de São Paulo contabilizou 68 mortes, maior número registrado em apenas um dia desde o início da pandemia no Brasil, somando 496 mortes no estado por coronavírus.[126]
- 10 de abril de 2020 — o Governador do Rio Grande do Sul, Eduardo Leite, durante uma transmissão ao vivo, no Palácio Piratini, comunicou o corte de 30 por cento no próprio salário, pelos próximos três meses, em razão dos impactos causados pela pandemia de COVID-19 no Rio Grande do Sul.[127] Brasil ultrapassa mil mortes pela doença,[128] e número de casos confirmados chegou a quase vinte mil casos.[129] Um adolescente de 15 anos da tribo indígena Yanomami morreu por complicações da COVID-19 no norte do Brasil.[130]
- 11 de abril de 2020 — segundo balanço do Ministério da Saúde, o número de mortes chegou a 1.124, e o de casos confirmados 20.727.[131]
- 12 de abril de 2020 — uma paciente idosa de 97 anos de idade se recuperou da doença em São Paulo (havia sido diagnosticada com vírus influenza e COVID-19). Segundo a médica, a paciente foi tratada com antibióticos, diuréticos, corticoide e cloroquina.[132]
- 13 de abril de 2020 — segundo dados da Secretaria de Saúde do Estado, o Ceará registrou 101 mortes.[133] O Amazonas registrou 71 mortes.[134] O Rio Grande do Sul registrou 17 mortes.[135]
- 14 de abril de 2020 — o número de mortes ultrapassou 200 em 24 horas. É o maior número desde o início da pandemia no Brasil.[136]
- 15 de abril de 2020 — Tocantins registrou a primeira morte por COVID-19, sendo a última Unidade da Federação a ter óbitos pela doença.[137]
- 16 de abril de 2020 — Rio de Janeiro registrou 301 mortes.[138] Minas Gerais registrou 33 mortes.[139]
- 17 de abril de 2020 — Rio de Janeiro registrou a morte de uma paciente de 17 anos. Foi a pessoa mais nova a morrer no estado.[140]
- 20 de abril de 2020 — Segundo dados do Ministério da Saúde, o Brasil registrou 2.575 mortes e 40.581 casos confirmados.[141] Manaus começou a abrir valas comuns no maior cemitério da cidade e as imagens começaram a repercutir pelo Brasil.[142]
- 21 de abril de 2020 — Segundo levantamento do G1 com base em dados da Fiocruz, no Rio de Janeiro, em quatro semanas, mais pessoas foram internadas por síndrome respiratória aguda grave que em todo o ano de 2019.[143]
- 22 de abril de 2020 — No Brasil, 25.318 pacientes se recuperaram, o que equivale a 55,3 por cento dos casos confirmados.[144]
- 23 de abril de 2020 — Entrou em vigor no município do Rio de Janeiro o decreto do prefeito Marcelo Crivella que obriga o uso de máscaras de proteção.[145][146] No mesmo dia, a prefeitura colocou máscaras nas estátuas da cidade como forma de conscientização.[147][148][149]
- 24 de abril de 2020 — o Brasil registrou mais de cinquenta mil casos. São Paulo se mantém como epicentro da pandemia no país, concentrando o maior número de mortes, com 1.512.[150] Manaus começou a registrar colapso hospitalar e funerário. Na capital do Amazonas os leitos de Unidade de terapia intensiva (UTI) ficaram na capacidade máxima, como no Hospital 28 de Agosto, que também teve que amontoar os cadáveres. Os necrotérios de Manaus passaram a não suportar mais o aumento da demanda e foram instalados contêineres de refrigeração do lado de fora dos hospitais.[151][152][153]
- 25 de abril de 2020 — São Paulo registrou mais de 20 mil casos confirmados. O número de mortes subiu para 1.667.[154]
- 28 de abril de 2020 — São Paulo registrou recorde de mortos em 24 horas, com 224 óbitos.[155]
- 30 de abril de 2020 — o Brasil ultrapassou a China em número de casos confirmados, superando 87.000.[156]

### Maio de 2020

Número de casos (azul) e número de mortes (vermelho) em uma escala logarítmica.

- 1 de maio de 2020 — a Secretaria de Estado da Saúde (SES) informou que subiu para 224 o número de mortos pela COVID-19 em 94 municípios do Maranhão. O estado até a data do dia 1 de maio de 2020 tinha 89,93% dos leitos ocupados.[157]
- 2 de maio de 2020 — o número de mortes em São Paulo aumentou para 2 586. Segundo a secretaria, o número de mortes relacionadas ao novo coronavírus mais que dobrou no estado em apenas dez dias.[158] Segundo o governo do estado de São Paulo, a média de mortes confirmadas diariamente no estado pela COVID-19 aumentou 280% no comparativo de um mês. O governador do Maranhão, Flávio Dino (PCdoB), emitiu decreto de lockdown (bloqueios de emergência) em quatro cidades por conta da pandemia da COVID-19. Os municípios são São Luís, Paço do Lumiar, Raposa e São José de Ribamar. O decreto de nº 35 784 tem validade de dez dias. O estado se tornou o primeiro do Brasil a adotar o isolamento total.[159]
- 3 de maio de 2020 — o Brasil confirmou mais de cem mil casos; o número de casos dobrou em menos de 10 dias.[160]
- 5 de maio de 2020 — o Brasil registrou 600 mortes em 24 horas. Foi o maior número de mortes em um dia desde o início da pandemia.[161] Segundo Wanderson de Oliveira, secretário nacional de Vigilância em Saúde, 51 destas mortes ocorreram no dia anterior, mas foram contabilizados no dia 5, elevando assim o número de mortes.[161] Após não atingir a meta de 60% no isolamento social, o governador do estado Helder Barbalho decretou Lockdown em dez cidades do estado, sendo elas: Belém, Ananindeua, Marituba, Benevides, Castanhal, Santa Bárbara do Pará, Santa Isabel do Pará, Breves, Vigia e Santo Antônio do Tauá. Apenas serviços essenciais, bancos e feiras poderão funcionar nesse período, com início a partir do dia 07, funcionando como caráter educativo até o dia 10.[162][163]
- 6 de maio de 2020 — o governador João Dória decretou luto oficial por tempo indeterminado para todo o estado de São Paulo. No panorama geral, São Paulo ultrapassou a quantidade total de três mil mortos.[164] No mesmo dia, houve um novo recorde de mortes com 615.[165] Na cidade do Rio de Janeiro, foi feito um "lockdown parcial" na zona oeste por decreto do prefeito Marcelo Crivella (Republicanos).[166]
- 7 de maio de 2020 — no Rio de Janeiro, o lockdown foi adotado no município de Niterói, por um decreto do prefeito Rodrigo Neves (PDT), com previsão de início após o Dia das Mães (10 de maio). A medida prevê a redução do número de servidores públicos em secretarias e manter apenas o funcionamento de serviços essenciais como supermercados, padarias, posto de gasolina, laboratórios, farmácias, pet shops, fornecimento de água mineral e outros. A entrada na cidade também será fechada, sendo permitida apenas a passagem de transporte de abastecimento de cargas essenciais. A cidade fluminense tem 93% dos leitos ocupados.[167] O governador Wilson Witzel (PSC) estuda adotar a medida nas cidades do Rio de Janeiro que estão em estado crítico, além de atender a um pedido do Ministério Público, após um estudo da Fiocruz.[168] Várias cidades nos estados do norte do Amazonas e Pará começaram a emitir medidas de bloqueio para conter a propagação do vírus.[169] Outras cidades de outros estados consideram fazer o mesmo.
- 8 de maio de 2020 — o número de mortos foi de 610,[170] sendo o terceiro dia consecutivo com mais de 600 mortes.[171]

## Semanas resumidas
Na semana de 27 de abril até 4 de maio, a média foi de 118 óbitos por dia. Um mês atrás, de 27 de março até 4 de abril, eram cerca de 31 mortes diárias. Em 4 e 5 de maio de 2020, o país registrou 76 óbitos, sendo que o MS reportou 600 casos fatais. "A maior parte é referente a outros períodos", escreveu o órgão em seu website. Em 4, 5 e 6 de maio de 2020, o MS reportou que 140 pessoas haviam morrido, mas notificou 615 mortes. "A maior parte é referente a outros períodos, mas foi inscrita de ontem para hoje. Das 615 mortes, 140 ocorreram nos últimos três dias", reportou o órgão.